# 善福院 (葛飾区)
善福院（ぜんぷくいん）は、東京都葛飾区にある真言宗智山派の寺院。

## 歴史
1519年（永正16年）、祐誉法印によって開山された。当初の名称は「東照院若王寺」であった。ところが、江戸幕府初代将軍で大御所だった徳川家康に「東照大権現」の神号が贈られ、家康を祭神とする神社を「東照宮」と称することになった。そのため、幕府を憚って「善福院」に改称したという。
若宮村の鎮守だった若宮八幡宮の別当寺であった。明治期の神仏分離により、若宮八幡宮から切り離されることになった。
元々は別の場所に位置していたが、1912年（大正元年）に荒川放水路の開削により、現在地に移転した。
その後も1923年（大正12年）の関東大震災や火災や水害など災難続きであった。現在の本堂は1969年（昭和44年）に新築したものである。

## 交通アクセス
- 四ツ木駅より徒歩10分（経路案内）。